# Acvila legiunii a IX-a
Acvila legiunii a IX-a (The Eagle) este un film de război istoric epic din 2011 regizat de Kevin Macdonald, cu Channing Tatum, Jamie Bell și Donald Sutherland în rolurile principale. Adaptare de Jeremy Brock după romanul istoric de aventuri al lui Rosemary Sutcliff, The Eagle of the Ninth (1954), filmul spune povestea unui tânăr ofițer roman care caută să recupereze stindardul legiunii tatălui său care s-a pierdut în părțile nordice ale Marii Britanii. Povestea se bazează pe presupusa dispariție a Legiunii a IX-a (Spaniolă) în Britania.

## Prezentare
În Britania secolului al II-lea, doi bărbați, un sclav și stăpânul său, se aventurează dincolo de lumea știută de ei pentru a purcede într-o călătorie primejdioasă care îi va face să încalce limitele loialității și trădării, ale prieteniei și urii, ale lașității și eroismului. 

## Distribuție
- Channing Tatum este Marcus Flavius Aquila
- Jamie Bell este Esca
- Donald Sutherland este Aquila, unchiul lui Marcus
- Mark Strong este Guern/Lucius Caius Metellus
- Tahar Rahim este prințul neamului focilor
- Denis O'Hare este Lutorius
- Dakin Matthews este senatorul Claudius
- Pip Carter este legatul Placidus
- Ned Dennehy este șeful neamului focilor